# WrestleMania XI
WrestleMania XI est la onzième édition de la série évènementielle de catch (Lutte Professionnelle) à grand spectacle WrestleMania, présentée, organisée et produite par la World Wrestling Entertainment, et vidéo-diffusée selon le principe du paiement à la séance (pay-per-view). Cet évènement s'est déroulé le 2 avril 1995 au Hartford Civic Center d'Hartford dans le Connecticut, soit dans le "fief" de la WWF. Le show était très médiatisé du fait de la participation de l'ancienne star de la NFL, Lawrence Taylor.
Kathy Huey a chanté "America the Beautiful" avant le show.
Les autres célébrités présentes étaient Ken Norton, Jr., Carl Banks, Rickey Jackson, Steve McMichael, Reggie White, Chris Spielman, Lawrence Taylor, Pamela Anderson, Jonathan Taylor Thomas, Jenny McCarthy, Nicholas Turturro, Neal Anderson, Salt-N-Pepa et Larry Young.
En France, cet évènement fit l'objet d'une vidéo-diffusion sur Canal+, télévision à péage, ce qui maintient le caractère de paiement à la séance (pay-per-view) de l'évènement.

## Résultats
| #                                                          | Résultats | Stipulations                                           | Commentaires | Durée |
| ---------------------------------------------------------- | --- | ------------------------------------------------------ | --- | ----- |
| Dark match                                                 | The Allied Powers (Lex Luger et le British Bulldog) battent The Blu Brothers (Jacob et Eli) (avec Uncle Zebekiah)                             | Match par équipe                                       | - Bulldog a effectué le tombé sur Eli avec un Sunset Flip de la troisième corde. | 06:34 |
| 1                                                          | Razor Ramon (avec The 1-2-3 Kid) bat Jeff Jarrett (c) (avec The Roadie) par disqualification                                                  | Match simple pour le WWF Intercontinental Championship | - Jarrett était disqualifié après une intervention du Roadie, ce qui lui permet de conserver le titre. | 13:32 |
| 2                                                          | The Undertaker (avec Paul Bearer) bat King Kong Bundy (avec The Million Dollar Man Ted DiBiase) (avec Larry Young en tant qu'arbitre spécial) | Match simple                                           | - Undertaker a effectué le tombé sur Bundy après une flying clothesline. - Cette victoire de l'Undertaker amène sa fameuse serie d'invincibilité à WrestleMania, à 4-0. | 06:36 |
| 3                                                          | Owen Hart et Yokozuna (avec Mr. Fuji et Jim Cornette) battent The Smokin' Gunns (c) (Billy et Bart)                                           | Match par équipe pour le WWF Tag Team Championship     | - Yokozuna était annoncé comme le "partenaire mystère" d'Owen Hart; c'était la première apparition de Yokozuna depuis les Survivor Series 1994. - Owen Hart a effectué le tombé sur Billy Gunn après un Banzai Drop de Yokozuna. | 09:42 |
| 4                                                          | Bret The Hitman Hart bat Bob Backlund (avec Rowdy Roddy Piper en tant qu'arbitre spécial)                                                     | "I Quit" match (9:34)                                  | - Backlund parlait au micro alors qu'il subissait un Crossface Chickenwing, Piper a interprété ses dires comme une soumission et a donné la victoire au Hitman (alors que Backlund ne comptait pas se soumettre). | 09:34 |
| 5                                                          | Big Daddy Cool Diesel (c) (avec Pamela Anderson) bat The Heartbreak Kid Shawn Michaels (avec Sid et Jenny McCarthy)                           | Match simple pour le WWF Championship                  | - Diesel a effectué le tombé sur Michaels après un Jacknife Powerbomb. | 20:35 |
| 6                                                          | Lawrence Taylor bat Bam Bam Bigelow (avec The Million Dollar Man Ted DiBiase)                                                                 | Match simple                                           | - Taylor a effectué le tombé sur Bam Bam Bigelow après un flying forearm de la deuxième corde. - Ken Norton, Jr., Carl Banks, Rickey Jackson, Steve McMichael, Reggie White, et Chris Spielman accompagnaient Lawrence Taylor sur le ring. Les membres de la Million Dollar Corporation I.R.S., Kama, Nikolai Volkoff, Tatanka et King Kong Bundy étaient dans le coin de Bam Bam Bigelow aux côtés de DiBiase. | 11:42 |
| (c) désigne le champion défendant son titre dans le match. | |                                                        | |       |